# Café Damasco
Café Damasco S.A. foi uma empresa localizada na cidade de Curitiba, capital do estado do Paraná.

## História
Fundada em 2 de janeiro de 1960 pelas famílias curitibanas: Campos e Bueno como Café Unidos Paraná S.A.
Em 1979 a fábrica mudou de endereço, saindo do bairro Mercês para a Vila Orleans, ao lado da rodovia BR 277.
Nas décadas de 1980 e 1990 a empresa lançou e adquiriu novas marcas, como: Café Copacabana, Bom Taí, Maracanã, Negresco, Pacheco; o Café América e o Café Palheta foram incorporados em 2003 e 2004.
Em 2010 o grupo americano Sara Lee Corp, numa negociação de US$ 100 milhões, comprou a marca Café Damasco e a partir deste momento o produto seria industrializado (moído e embalado) em outras unidades da empresa americano localizado no Brasil, enquanto a empresa Café Damasco S/A foi dissolvida e seus 150 funcionários dispensados, tornando-se assim, uma empresa extinta. A Café Damasco foi considerada a líder no setor de cafés na região Sul do Brasil e a sétima maior torrefadora de café do país, conforme a Sindibebidas (Sindicato dos Trabalhadores nas Indústrias de Bebidas, Café e Alimentação de Curitiba e Região Metropolitana).